# Elezioni parlamentari in Nepal del 2017
Le elezioni parlamentari in Nepal del 2017 si sono svolte in due fasi, il 26 novembre ed il 7 dicembre, per il rinnovo della Pratinidhi Sabha, la camera bassa del parlamento del paese.
Furono le prime elezioni dall’entrata in vigore della nuova Costituzione repubblicana nel settembre del 2015.

## Sistema elettorale
Per le elezioni della Pratinidhi Sabha (la camera bassa del Parlamento e l’unica ad essere direttamente eletta dai cittadini), la legge elettorale nepalese prevede, in attuazione dei princìpi costituzionali (Art. 84, § 1), l’applicazione di un sistema elettorale misto, basato su due metodi di voto paralleli. Difatti:
- 165 seggi su 275 sono eletti secondo il sistema maggioritario secco in altrettanti collegi uninominali;
- I restanti 110 seggi, invece, sono eletti secondo il sistema proporzionale in un collegio unico nazionale. In questo caso, è dunque prevista una soglia di sbarramento del 3%, calcolata sui voti validi, ed una successiva traduzione delle preferenze secondo il metodo Sainte-Laguë.[5]

## Risultati
| Liste                                                      | Voti      | %     | Seggi |
| ---------------------------------------------------------- | --------- | ----- | ----- |
| Partito Comunista del Nepal (marxista-leninista unificato) | 3 173 494 | 33,25 | 121   |
| Partito del Congresso Nepalese                             | 3 128 389 | 32,78 | 63    |
| Partito Comunista del Nepal (centro maoista)               | 1 303 721 | 13,66 | 53    |
| Partito Janata Rastriya del Nepal                          | 472 254   | 4,95  | 17    |
| Forum Socialista Federale del Nepal                        | 470 201   | 4,93  | 16    |
| Partito Bibeksheel Sajha                                   | 212 366   | 2,22  | –     |
| Partito Democratico Nazionale                              | 196 782   | 2,06  | 1     |
| Partito Rastriya Prajatantra (Prajatantrik)                | 88 377    | 0,93  | –     |
| Partito Naya Shakti                                        | 81 837    | 0,86  | –     |
| Rastriya Janamorcha                                        | 62 133    | 0,65  | 1     |
| Partito dei Lavoratori e dei Contadini Nepalese            | 56 141    | 0,59  | 1     |
| Partito Comunista del Nepal (Marxista-Leninista)           | 41 270    | 0,43  | –     |
| Partito Socialista Federale del Nepal                      | 36 015    | 0,38  | –     |
| Rastriya Janamukti                                         | 33 091    | 0,35  | –     |
| Ekikrit Rastriya Prajatantrik                              | 28 835    | 0,30  | –     |
| Nepali Janata Dal                                          | 22 049    | 0,23  | –     |
| Sanghiya Loktantrik Rastriya Manch                         | 21 610    | 0,23  | –     |
| Altri <20.000 voti                                         | 116 179   | 1,22  | 1     |
| Totale                                                     | 9 544 744 | 100   | 275   |